# حسن الطير
حسن الطير لاعب كرة قدم مغربي من مواليد الوليدية المغرب في 12 ديسمبر 1982، بدأ مشواره مع نادي الرجاء البيضاوي سنة 2000 ولعب له خمسة مواسم، ثم انتقل سنة 2005 إلى نادي نهضة بركان الذي يلعب في الدوري المغربي الدرجة الثانية وقدم موسماً جيـداً تمكن خلاله من الحصول على لقب هداف دوري الدرجة الثانية بـ16 هدفاً، وفي موسم 2009-2010 دخل تجربة الاحتراف ولعب لنادي الإمارات الإماراتي وسجل معه 4 أهداف، ثم عاد إلى فريقه الأم نادي الرجاء البيضاوي حيث لعب له من 2010 إلى 2012 قبل أن يحترف في نادي الشعلة السعودي والذي قدم معه مستوى ملفت حيث سجل له 22 هدف 47 مباراة في الدوري السعودي للمحترفين ولعب بعدها لنادي الرائد السعودي ليعود سنة 2015 إلى الدوري المغربي من باب الزعيم نادي الجيش الملكي.

## أرقام وإحصائيات
مع نادي الرجاء البيضاوي 
- هدف واحد في دوري أبطال العرب 2007–08
- 3 أهداف في دوري أبطال العرب 2008–09
- 6 أهداف في الدوري المغربي لكرة القدم 2008–09
- الفوز بالدوري المغربي موسم 2008–09
- سجل 5 أهداف في 17 مباراة بالدوري المغربي لكرة القدم 2010–11
- سجل 3 أهداف في مبارتين بدوري أبطال أفريقيا 2011

 مع نادي الإمارات 
- سجل 4 أهداف في الدوري الإماراتي موسم 2009-2010
- سجل هدف واحد في كأس الإمارات 2009–10

## مع المنتخب المغربي
وبعد أن ظهر بمستوى جيد تمت المناداة عليه من طرف إيريك غيريتس مدرب المنتخب المغربي للمشاركة مع المنتخب المغربي للمحليين في مباراة ودية ضد منتخب بوتسوانا للمحليين، وقدم مباراة جيدة وتمكن من توقيع هدف التعادل للمنتخب المغربي في تلك المباراة التي انتهت بالتعادل الإيجابي 1-1.

## روابط خارجية
- حسن الطير على موقع قاعدة بيانات كرة القدم.إي يو (الإنجليزية)
- حسن الطير على موقع Soccerway.com (الإنجليزية)